# فرماندهی سیستم‌های هوایی نیروی دریایی
فرماندهی سیستم‌های هوایی نیروی دریایی (انگلیسی: Naval Air Systems Command) یکی از فرماندهی‌های سیستم‌های نیروی دریایی است و در سال ۱۹۶۶ به‌عنوان جانشین دفتر تسلیحات دریایی نیروی دریایی تأسیس شد. این فرماندهی پشتیبانی مادی برای تجهیزات هوایی و سیستم‌های تسلیحاتی هوابرد نیروی دریایی ایالات متحده آمریکا فراهم می‌کند.
ستاد فرماندهی سیستم‌های هوایی نیروی دریایی در پایگاه هوایی رودخانه پاتوکسنت در شهرستان سنت مری، مریلند مستقر است و پرسنل نظامی و غیرنظامی آن در هشت مکان در سراسر ایالات متحده و یک سایت در خارج از کشور مستقر هستند. فرمانده فعلی از سپتامبر ۲۰۲۱، دریاسالار کارل پی. چبی است.
مأموریت فرماندهی سیستم‌های هوایی نیروی دریایی ارائه پشتیبانی کامل از هواپیماهای نیروی دریایی، سلاح‌ها و سیستم‌هایی است که توسط ملوانان و تفنگداران دریایی اداره می‌شوند. این پشتیبانی شامل تحقیق، طراحی، توسعه و مهندسی سیستم‌ها، اکتساب، آزمایش و ارزیابی، امکانات و تجهیزات آموزشی، تعمیر و اصلاح، و پشتیبانی مهندسی و لجستیک ضمن خدمت می‌شود.
فرماندهی سیستم‌های هوایی نیروی دریایی در ۸ بخش یا انجمن‌های تخصصی سازماندهی شده است که عبارتند از: مدیریت برنامه، قراردادها، تحقیق و مهندسی، آزمایش و ارزیابی، لجستیک و عملیات صنعتی، عملیات شرکتی، حسابرس و مشاور.
فرماندهی سیستم‌های هوایی نیروی دریایی (از طریق افراد، فرایندها، ابزارها، آموزش، امکانات مأموریت و فناوری‌های اصلی) به مدیران اجرایی برنامه هوانوردی دریایی و مدیران برنامه تعیین‌شده آنها که مسئول برآورده کردن الزامات هزینه، زمان و عملکرد برنامه‌های تعیین‌شده خود هستند، پشتیبانی ارائه می‌دهد.